# 플라잉 부리토 브라더스
플라잉 부리토 브라더스(The Flying Burrito Brothers)는 미국의 컨트리 록 밴드로, 1969년 데뷔 음반 《The Gilded Palace of Sin》으로 잘 알려져 있다. 비록 그 그룹이 밴드 설립자인 그램 파슨스와 크리스 힐먼(둘 다 이전에 버즈의 멤버였다)과의 연관성으로 가장 잘 알려져 있지만, 그 그룹은 많은 인사이동을 겪었고 다양한 화신으로 존재해왔다. 오리지널 멤버가 없는 라인업(그리고 2000년대 부리토 디럭스에서 파생된)이 현재 부리토 브라더스로 활동하고 있다.

## 음반 목록

### 정규 음반
- The Gilded Palace of Sin (1969)
- Burrito Deluxe (1970)
- The Flying Burrito Bros (1971)
- Flying Again (1975)
- Airborne (1976)
- Hearts on the Line (1981)
- Sunset Sundown (1982)
- Double Barrel (1984) – 데이브 더들리와의 합작
- Eye of a Hurricane (1994)
- California Jukebox (1997)

### 라이브 음반
- Close Up the Honky Tonks (1974) – 편집 음반
- Live from Tokyo (1978)
- Cabin Fever (1985)
- Live from Europe (1986)
- Live at the Palomino, North Hollywood (1999)
- Authorized Bootleg: Fillmore East, Late Show, November 7, 1970 (2011)